# テレホート (インディアナ州)
テレホート（Terre Haute）は、アメリカ合衆国インディアナ州の都市。ビーゴ郡の郡庁所在地である。人口は5万8389人（2020年）。インディアナポリスの西125km、イリノイ州の州境から東へ13kmに位置する。ビーゴ郡を中心に5郡にまたがる都市圏は18万9764人（2010年）の人口を抱える。名前のテレホートとは、フランス語で「高地」を意味するが、中西部の凹凸の無い平地に街が存在している。また、住民にフランス系の住民が多い訳でもない。
初期には豚肉加工業の中心地として発展した。やがて南北戦争の直後、テレホート周辺では石炭が産出され、市は石炭産業や製鉄業で栄え、歓楽街も形成された。しかし、1920年代に入ると、禁酒法の影響や石炭資源の枯渇によって市の経済成長は止まり、産業都市としての地位を落としていった。第二次世界大戦中には持ち直したものの、第二次世界大戦後には再び衰退への道をたどった。
また、20世紀中盤以降に全米各地で州間高速道路網が整備されるようになるまでは、テレホートは交通の要衝であった。初期には、テレホートの河港はウォバッシュ川における水上交通の要となっていた。やがて交通の主役が蒸気船から鉄道へ、自動車へと変わると、テレホートは東西の幹線であった国道40号線と南北の幹線であった国道41号線が交わる地となり、Crossroads of America（アメリカの交差点）と呼ばれた。
テレホートは連邦刑務所が置かれている地でもある。この刑務所では、連邦政府による死刑が執行される。

## 歴史

### 初期

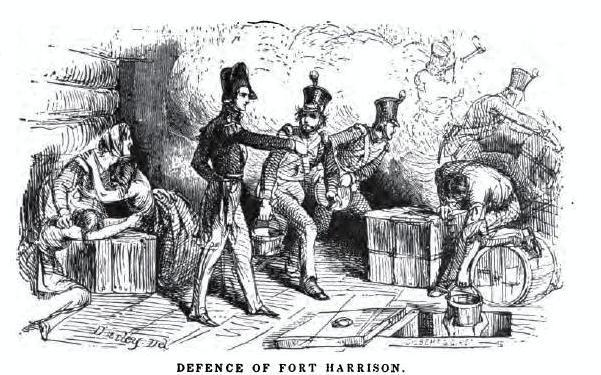
ハリソン砦の戦い

18世紀中盤、ウォバッシュ川流域を探検していたフランス人の一行は、ウォバッシュ川のほとりの台地であったこの一帯を、フランス語で「高地」を意味するterre hauteと名付けた。これが今日のテレホートという市名の基となったと考えられている。
1811年にテクムセの戦争が勃発すると、ウィリアム・ヘンリー・ハリソンはネイティブ・アメリカンのウィア族の村に程近いこの地にハリソン砦を建てた。翌1812年9月、推定600人のネイティブ・アメリカンの隊がこのハリソン砦を襲撃すると（ハリソン砦の戦い）、ザカリー・テイラー大尉はこの砦を守り抜き、米英戦争中最初のアメリカ合衆国軍による陸上戦での勝利となった。その後、ウィア族はこの地を追われ、ウィア族の所有していた果樹園や草地の跡にテレホートの村が創設された。1818年にビゴ郡が創設されると、テレホートはその郡庁所在地となった。テレホートはその後1832年に町に、1853年に市に昇格した。
初期のテレホートは農業と豚肉加工業の中心地、およびウォバッシュ川を行き交う蒸気船などの船舶の寄港地として発展した。また、1835年から1839年にかけては、インディアナ州内においてカンバーランド道路の西への延伸工事が進められ、コーネリアス・オグデン少佐の指揮下でテレホートにアメリカ合衆国陸軍工兵隊の本部が置かれた。また、オグデンはウェストポイントの卒業生を何人かテレホートに連れてきた。その中の1人、チャウンシー・ローズは、テレホートの中心部、ウォバッシュ・アベニューと7thストリートの角にフェデラル様式の、ザ・プレーリー・ハウス（The Prairie House、後にテレホート・ハウスに改称）という名のホテルを建てた。1849年には、ウォバッシュ・アンド・エリー運河がテレホートまで開通し、オハイオ州トレドでエリー湖へと通ずる水上交通路が確立された。1851年にはテレホート・アンド・インディアナポリス鉄道が開通し、テレホートは水上と陸上の両方において、交通の要衝としての地位を確立した。

### 石炭産業による発展

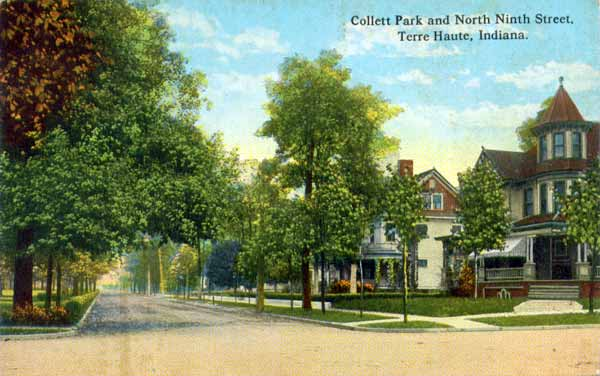
コレットパーク地区（1913年）

南北戦争が終わると、それまでテレホートの主要産業であった豚肉加工業は衰退した。しかし1867年に近郊のクレイ郡で石炭の鉱脈が発見されると、テレホートでは石炭産業や製鉄業が栄えた。また、市内には蒸留所やビール醸造所が建ち並び、競馬場も設けられ、地域経済が一気に潤った。地域経済の発展に伴って、テレホートにはインディアナ州立普通学校（現インディアナ州立大学）やテレホート産業科学大学（現ローズ・ハルマン工科大学）などの高等教育機関が創立し、文化面でも発展していった。
また、テレホートは産業の中心となったことから、労働組合の活動も活発になっていった。1881年8月には、アメリカ合衆国・カナダ職能労働組合連盟（FOTLU）、アメリカ労働総同盟（AFL）、そしてアメリカ労働総同盟・産業別組合会議（AFL-CIO）の大元の前身となった合同職業別組合がテレホートで結成された。社会党から大統領選挙に5度立候補した労働運動家、ユージン・V・デブスを生んだのもテレホートであった。
1889年5月、テレホートの中心部で石油が発見されるとブームが起こり、Terre Haute Oil Craze（テレホート石油狂気）と呼ばれた。しかし、テレホートを栄えさせてきた石炭とは異なり、石油の採掘は長くは続かなかった。
地域経済や産業の発展の一方で、街の風紀は乱れていった。1890年代に入ると、市の中心部に売春宿が建ち始め、やがて赤線地区が形成された。20世紀初頭の全盛期には、テレホートの赤線地区には81軒の売春宿が建ち並んでいた。地元新聞紙は赤線地区内の売春宿を「リゾート」と称していた。この頃に形成された赤線地区は、1960年代後半に再開発が行われるまで存続した。

### 衰退と再生

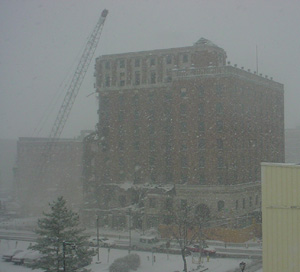
テレホート・ハウスの取り壊し

1920年代に入ると、テレホートの発展にも陰りが見えるようになった。1919年に禁酒法が制定されると、市内の蒸留所やビール醸造所は軒並み閉鎖に追い込まれ、テレホートの地域経済は大きな打撃を受けた。そこに石炭資源の枯渇や鉄道の地位低下が追い討ちをかけ、テレホートは衰退への道をたどった。市が衰退に向かう中、1935年7月22日から23日にかけて、合衆国史上3度目となったゼネラル・ストライキがテレホートで起き、市内の産業や交通機関はすべて停止した。第二次世界大戦中には近隣の兵器工場の労働者に供給する平時需要品の生産で持ち直したものの、第二次世界大戦が終わると、テレホートの地域経済は再び衰退に向かった。1960年には、鉄道交通の要衝としてのシンボルであったユニオン駅が取り壊された。1970年代初頭には、初期のテレホートに高級ホテルとして建てられ、市のシンボルともなっていたテレホート・ハウスが閉館し、2005年に取り壊されるまで30年以上廃墟として放置された。
2000年代に入っても、テレホートはしばしばメディアでネガティブに取り上げられた。2003年には、インディアナポリスの地元紙インディアナポリス・スターは、テレホートの失業率の高さ、給与水準の停滞、大学卒業生の地元離れ、工場からの異臭、全体的な文化の欠如を取り上げ、テレホートを「不振のモデル」と称した。
しかし、2010年代に入ると、テレホートの再生へ向けた取り組みもようやく認められるようになった。2010年、インディアナ州商務局は、ダウンタウンやウォバッシュ川東岸の再開発、大規模な保健投資、市内および近隣の高等教育機関の継続的な成長、そして官民協働の取り組みを評価し、テレホートをコミュニティ・オブ・ザ・イヤーに選出した。

## 地理
テレホートは北緯39度28分11秒 西経87度23分23秒 / 北緯39.46972度 西経87.38972度に位置している。インディアナ州の西端、イリノイ州との州境から東へ約13kmに位置し、インディアナポリスからは西へ約125km、セントルイスからは東北東へ約270kmである。市域はウォバッシュ川の東岸に広がっている。市中心部の標高は152mである。
アメリカ合衆国国勢調査局によると、テレホート市は総面積91.36km²（35.27mi²）である。そのうち89.46km²（34.54mi²）が陸地で1.89km²（0.73mi²）が水域である。総面積の2.07%が水域となっている。
テレホートの気候は大陸性であるが、中西部の中では穏やかな部類に入る。最も暖かい7月の月平均気温は24.5℃、最高気温の平均は29℃で、日中は30℃を超える。最も寒い1月の平均気温は氷点下3℃で、日中こそ0℃を超えるものの、夜になると氷点下に下がる日が続く。降水は春から夏、4月から7月までにかけて多く、月間100-120mm前後に達する。冬季はやや乾燥しているが、12月から2月までは月間7-12cm程度の降雪が見られる。年間降水量は1,050mm程度である。ケッペンの気候区分では、テレホートは温暖湿潤気候（Cfa）と亜寒帯湿潤気候（Dfa）のちょうど境界線上の気候である。
|               | 1月  | 2月  | 3月  | 4月   | 5月   | 6月   | 7月   | 8月  | 9月  | 10月 | 11月 | 12月 | 年      |
| ------------- | ---- | ---- | ---- | ----- | ----- | ----- | ----- | ---- | ---- | ---- | ---- | ---- | ------- |
| 平均気温（℃） | -3.0 | -0.7 | 5.3  | 12.1  | 17.4  | 22.4  | 24.5  | 23.4 | 19.7 | 13.2 | 6.2  | -0.3 | 11.7    |
| 降水量（mm）  | 58.4 | 58.4 | 86.4 | 106.7 | 119.4 | 106.7 | 114.3 | 83.8 | 83.8 | 71.1 | 86.4 | 73.7 | 1,049.1 |

## 政治

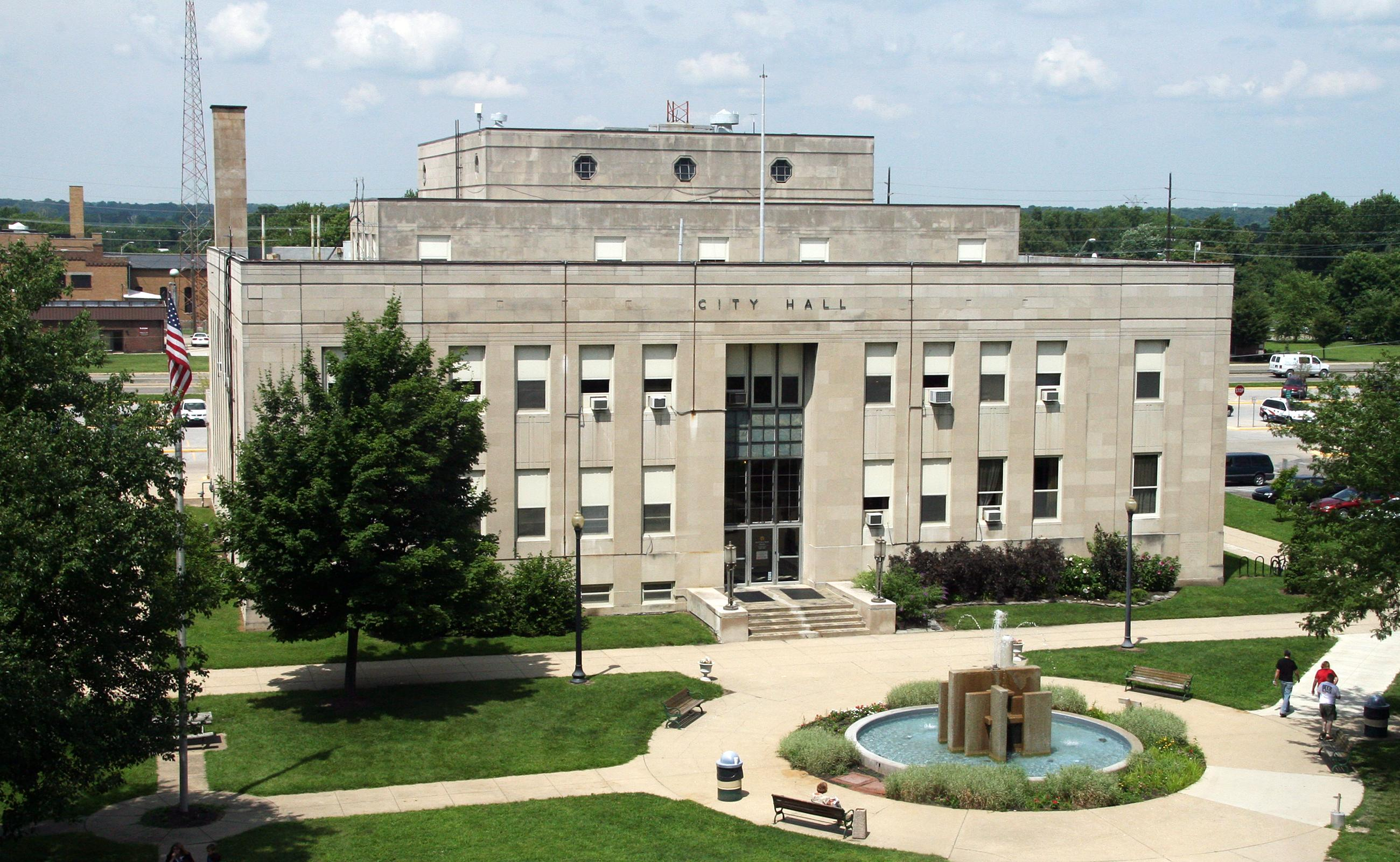
テレホート市庁舎

テレホートは市長制を採っている。市長は市の行政の最高責任者であり、州法もしくは市条例で定められた全てのポストに対する任命権限、および市職員の採用権限を持つ。また、市長は市議会が定めた条例を自ら施行するか、または施行にあたる者を指名する権限を持つ。市長は全市からの投票で選出され、その任期は市長選翌年の1月1日午前0時より4年間である｡市長の下には市の行政実務に携わる部門として、公共事業・安全、警察、消防、法務、財務、地域計画、市庁舎維持、下水処理、下水課金、墓地、公園・レクリエーション、技術、街路、再開発、および公共交通の各局が置かれている。
市の立法機関である市議会は9人の議員からなっている。そのうち6人は市を6つに分けた選挙区から各1名ずつ選出され、残り3人は全市から選出される。また、テレホートは市の司法機関として、州法で定められた全ての権限を持つ市裁判所を持っている。
市書記官は市議会の議事録の作成・保管、法で定められた各文書の作成・保管、および市章の保管に責任を負う。また、市書記官は市裁判所での書記官も務める。市書記官は市長と同様に全市からの投票で選出され、その任期も市長と同様、選出された翌年の1月1日午前0時より4年間である。

## 連邦刑務所
テレホート連邦刑務所は市の南約3km、州道63号線沿いに立地している。この連邦刑務所の敷地内には高警備と中警備の2種類の刑務所があり、高警備の刑務所内には連邦政府による死刑（薬殺刑）を執行する施設や、死刑囚を収容する特別拘置監が設けられている。2001年、このテレホート連邦刑務所で、オクラホマシティ連邦政府ビル爆破事件の主犯ティモシー・マクベイに対して、連邦政府によるものとしては38年ぶりとなった死刑が執行された。

## 交通

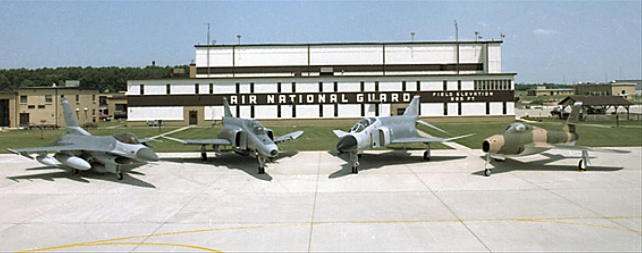
テレホート国際空港に駐機中の第181情報航空団の歴代戦闘機

テレホートに最も近い商業空港は、インディアナポリスの南西に立地するインディアナポリス国際空港（IATA: IND）である。テレホートの中心部からは州間高速道路I-70を経由して東へ約108kmの道のりで、車では所要1時間強である。テレホートの東約9kmにもテレホート国際空港（IATA: HUF）があるが、こちらは「国際空港」という名がついてはいるものの、現在は商業用定期旅客便は就航しておらず（嘗ては、アメリカン・イーグル航空（現: エンヴォイ・エア ― 英語: Envoy Air Inc.）などによるシカゴ便があった）、ゼネラル・アビエーションと呼ばれる、自家用機やチャーター機の発着、及び運送用が主になっている空港と位置づけられている。また、この空港はインディアナ空軍州兵の第181情報航空団が母港としている。
メリーランド州からユタ州へと大陸をほぼ横断する幹線、I-70は市の南を東西に通っている。この高速道路からテレホートへは2つの出入り口がある。このI-70とほぼ平行に走っている国道40号線は、テレホート市内では、東西のメインストリートであるウォバッシュ・アベニューになっている。国道41号線は市西部を南北に縦貫する3rdストリートとなっており、ダウンタウンで国道40号線と交わる。1926年にこれらの国道が指定された当時は、7thストリートが国道41号線に指定されていた。州間高速道路網が完成する以前に東西と南北の幹線であったこれら2本の国道が交わる、ウォバッシュ・アベニューと7thストリートの交差点はCrossroads of America（アメリカの交差点）と呼ばれ、テレホート市自体もこの愛称で呼ばれている。
市内の通りは、南北に通る通りには番号がついているものが多く、ウォバッシュ川から離れるにつれて番号が大きくなり、ウォバッシュ・アベニューを境にN（北）とS（南）に分かれる。一方、東西に通る通りには、ダウンタウンの北で一部番号のついたもの（1stアベニューから8thアベニューまで）があるが、ほとんどには名前がついており、E（東）とW（西）の区別はない。
インディアナ州立大学のキャンパス内にはチェリー・ストリート・マルチモーダル・トランジット･ファシリティという共同バスターミナルが立地している。このターミナルは、市内の公共交通機関となっている、テレホート・トランジット・ユーティリティの運営する11路線の路線バス網の中心となっている。また、このターミナルはグレイハウンドのバスターミナルも兼ねており、セントルイスとインディアナポリス・コロンバス・ピッツバーグ・ニューヨーク方面とを結ぶ同社の長距離バスが発着する。

## 教育
インディアナ州立大学（ISU）はテレホートのダウンタウンに235エーカー（約950,000m²）のキャンパスを構えている。同学は1865年にインディアナ州立ノーマルスクール（Indiana State Normal School）として創立し、1929年にインディアナ州立教育大学（Indiana State Teachers College）へ、さらに1961年にインディアナ州立大学（Indiana State College）への改名を経て、1965年に現校名のインディアナ州立大学（Indiana State University）に改名した。同学は教養学部（アーツ・アンド・サイエンシーズ）、経営学部、教育学部、看護・保健・人間科学部、工学部の5つの学部を有する総合大学で、80以上の専攻プログラムを提供しており、学部に約9,400人、全学では約11,500人の学生を抱えている。
ダウンタウンからウォバッシュ・アベニューを東へ約8km、市の東端にはローズ・ハルマン工科大学（RHIT）のキャンパスが広がる。同学は1874年創立の私立大学で、工学、数学、および自然科学の分野に特化しており、学士および修士の学位を授与している。同学は学生数約1,900人、学生対教授の比は12:1という少数精鋭の教育を行っており、博士号を授与しない工科系単科大学の中では全米1位という評価を得ている。
テレホートの北西郊、ウォバッシュ川の対岸にはセント・メアリー・オブ・ザ・ウッズ大学がキャンパスを構えている。同学は1840年に創立されたリベラル・アーツ・カレッジで、カトリック系の女子大学としては全米最古の大学である。同学はリベラル・アーツ・カレッジの特色とも言える少人数制の教育を行っており、学生数は約1,700人、学生対教授の比は9:1で、全講義の約9割が学生数20名未満で行われている。同学は中西部の「地方区のリベラル・アーツ・カレッジ」の中では25位以内に入る評価を受けている。
また、これらの4年制大学のほか、市の南には、インディアナ州内30都市にキャンパスを有する技術系のコミュニティ・カレッジ、アイビー・テック・コミュニティ・カレッジがテレホートキャンパスを置いている。
テレホートにおけるK-12課程はビゴ郡公立学校法人の管轄下にある公立学校によってまかなわれている。同学区は小学校（就学前-5年生）18校、中学校（6-8年生）6校、高等学校（9-12年生）3校のほか、オルタナティブ高校2校を有し、約16,000人の児童・生徒を抱えている。同学区に属するウッドロウ・ウィルソン中学校のチューダー・リバイバル建築様式の校舎は、1996年に国家歴史登録財に指定された。

## 文化
テレホートのダウンタウン、インディアナ州立大学のキャンパスの南、7thストリート上のウォバッシュ・アベニューとオハイオ・ストリートの間100mほどの区間はArts Corridor（芸術の回廊）と呼ばれている。この｢芸術の回廊」に立地するスウォープ美術館は、テレホートで財を成した宝石商シェルドロン・スウォープを讃え、その名を冠して1942年に建てられたものである。同館のコレクションはエドワード・ホッパー、グラント・ウッド、トーマス・ハート・ベントン、アンディ・ウォーホルなど、19世紀中盤から20世紀中盤までのアメリカ芸術作品が中心である。また、同館は地元インディアナ州の芸術家による作品の紹介にも力を入れている。また、「芸術の回廊」にはこのスウォープ美術館のほか、ギャラリーも2軒立地している。毎月第1金曜日には、スウォープ美術館や「芸術の回廊」近隣のギャラリー等に地元芸術家が集まり、芸術作品を展示したり、音楽を演奏したり、ワインや飲食物を提供したりして交流するパーティーが行われる。
インディアナ州立大学のキャンパス中央部、7thストリートとチェストナット・ストリートの南西角には芸術センターが立地する。同センター内に1997年に設置されたユニバーシティ・ギャラリーは、同学の芸術学部の教育・研究の一環となっており、学生が作品を展示し、また教授が作品を管理する場となっている。このギャラリーは無料で一般公開されている。
ダウンタウンの南、3rdストリート上にはキャンドルズ・ホロコースト博物館・教育センターが立地している。同館はナチス・ドイツによるホロコーストの最中、アウシュヴィッツ＝ビルケナウ強制収容所でヨーゼフ・メンゲレによって行われた双子への人体実験の生存者で、キャンドルズ（CANDLES、Children of Auschwitz Nazi Deadly Lab Experiments Survivors）の創設者であるエヴァ・モーゼス・コーによって1995年に建てられた。同館はホロコーストに関する事物の展示と教育を通じて、世界から憎悪と偏見を取り除くよう努め、許しの力を啓蒙することをその使命としている。
ビゴ郡歴史協会は1868年に建てられたイタリア式の豪邸を引き継いで事務所を置いており、テレホートとその周辺地域における、1800年代以降の歴史に関する事物を展示し、無料で一般に公開する博物館を併設している。ウォバッシュ・アベニューと8thストリートの角に立地するテレホート子供博物館は、主にインディアナ州西部とイリノイ州東部の子供向けに、科学技術教育の場を提供している。

## テレホート由来の産業
- Clabber Girl ― 全米で知名度の高いベーキングパウダー、重曹、コーンスターチの会社 [47]
- コカ・コーラの瓶の意匠[48]

## 人口動態

### 都市圏人口
テレホートの都市圏を形成する各郡の人口は以下の通りである（2010年国勢調査）。
テレホート都市圏
| 郡             | 州             | 人口      |
| -------------- | -------------- | --------- |
| ビーゴ郡       | インディアナ州 | 107,848人 |
| クレイ郡       | インディアナ州 | 26,890人  |
| サリバン郡     | インディアナ州 | 21,475人  |
| パーク郡       | インディアナ州 | 17,339人  |
| バーミリオン郡 | インディアナ州 | 16,212人  |
| 合計           | 合計           | 189,764人 |

### 市域人口推移
以下にテレホート市における1850年から2010年までの人口推移をグラフおよび表で示す。
| 統計年 | 人口     |
| ------ | -------- |
| 1850年 | 4,051人  |
| 1860年 | 8,594人  |
| 1870年 | 16,103人 |
| 1880年 | 26,042人 |
| 1890年 | 30,217人 |
| 1900年 | 36,673人 |
| 1910年 | 58,157人 |
| 1920年 | 66,083人 |
| 1930年 | 62,810人 |
| 1940年 | 62,693人 |
| 1950年 | 64,214人 |
| 1960年 | 71,786人 |
| 1970年 | 70,335人 |
| 1980年 | 61,125人 |
| 1990年 | 57,483人 |
| 2000年 | 59,614人 |
| 2010年 | 60,785人 |

## 姉妹都市
テレホートは多治見市(日本・岐阜県）と姉妹都市提携を結んでいる。1962年に提携を結んで以来、両市は様々な方法で交流を深め、1988年からは中学生の交換留学も行っている。1997年には、姉妹都市提携35周年記念として、多治見市で両市の市長が会談する「シスターサミット」というイベントも行われた。
また、正式な姉妹都市ではないが、テレホートはフィリンゲン＝シュヴェニンゲン（ドイツ）とも、高校生の交換留学を行うなどの交流がある。

## 註
1. 1 2 3 4 5 6 7 8 9  History of Terre Haute, Indiana. United States History.
2. ↑  1849 Retrospect of Terre Haute. Based on Indiana Gazetteer, published by E. Chamberlain. Indiana County History Preservation Society.
3. ↑  “Quickfacts.census.gov”. 2023年11月16日閲覧。
4. 1 2 3  American FactFinder. U.S. Census Bureau. 2011年.
5. ↑  McCormick, Mike. Terre Haute: Queen City of the Wabash. p.28. Arcadia Publishing. 2005年11月1日.
6. ↑  Wabash and Erie Canal. United States History.
7. ↑  McCormick, Mike. Historical perspective: Only three downtown oil wells active five years after the craze of 1889. Tribune Star. 2001年2月4日.
8. ↑  McCormick, Mike. Historical perspective: Terre Haute's Red Light District was no secret. Tribune Star. 2001年7月29日.
9. ↑  "General Strike", Index of Historical Events. Vigo County Public Library.
10. ↑  Terre Houte. Winter 2005, Vol.80, No.4, Indiana Business Review. Kelley School of Business, Indiana University. 2005年.
11. ↑  Heikens, Norm. Terre Haute is a model of Stagnation. Indianapolis Star. 2003年3月17日.
12. ↑  Foulkes, Arthur Terre Haute named 2010 Indiana Chamber 'Community of the Year'. Tribune Star. 2010年9月1日.
13. ↑  2010 Census U.S. Gazetteer Files for Places – Indiana. United States Census Bureau.
14. 1 2  Historical Weather for Terre Haute, Indiana, United States of America. Weatherbase.com.
15. ↑  Terre Haute City Code. Sec. 2-6 thru to 2-14. City of Terre Haute. 2012年.（PDFファイルのダウンロードページ）
16. ↑  Terre Haute City Code. Sec. 2-35 thru to 2-52.
17. ↑  Terre Haute City Code. Sec. 3-1 thru to 3-6.
18. ↑  Terre Haute City Code. Sec. 3-40 thru to 3-44.
19. ↑  Terre Haute City Code. Sec. 2-20 thru to 2-23, 3-1, 3-44.
20. ↑  City Clerk's Office. City of Terre Haute.
21. ↑  FCC Terre Haute Archived 2006年9月23日, at the Wayback Machine.. Federal Bureau of Prisons.
22. ↑  USP Terre Haute. Federal Bureau of Prisons.
23. ↑  Driving directions to IND. Yahoo!Map.
24. ↑  FAA Airport Master Record for HUF. （PDFファイル） Federal Aviation Administration. 2012年4月5日.
25. ↑  National Plan of Integrated Airport Systems. 2011–15年分（PDFファイル）: Appendix A. p.A-38. Federal Aviation Administration. 2010年10月4日.
26. ↑  Grundin, Karen. Crossroads of America. Tribune-Star.
27. ↑  Cherry Street Transit Facility Archived 2012年12月15日, at the Wayback Machine.. Department of Redevelopment, City of Terre Haute.
28. 1 2  Indiana State University Campus Map. Indiana State University. 2011年5月.（PDFファイル）
29. ↑  Terre Haute Transit Utility. Transit Department, City of Terre Haute.
30. ↑  Terre Haute, IN. Greyhound.
31. 1 2  Indiana State University. U.S. News & World Report: America's Best Colleges. 2011年.
32. ↑  History and Traditions. Indiana State University.
33. ↑  Undergraduate Programs: Majors. Indiana State University.
34. ↑  Rose-Hulman Institute of Technology, Rankings. U.S. News & World Report: America's Best Colleges. 2011年.
35. ↑  About the College. St. Mary-of-the-Woods College.
36. ↑  St. Mary-of-the-Woods College. U.S. News & World Report: America's Best Colleges. 2011年.
37. ↑  Campus Information. Ivy Tech Community College.
38. ↑  School Directory. Vigo County School Corporation.
39. 1 2  Dennis, Shana. Arts Corridor brings artistic flair to Terre Haute. Indiana Statesman. Indiana State University. 2010年8月16日.
40. ↑  Swope Art Museum. United States History.
41. ↑  Kash, Steve. The Arts Scene: First Friday in Terre Haute Archived 2013年1月11日, at Archive.is. Tribune Star. 2009年9月23日.
42. ↑  Information. University Art Gallery, Indiana State University.
43. ↑  History of CANDLES. CANDLES Holocaust Museum.
44. ↑  Museum Information. CANDLES Holocaust Museum.
45. ↑  Welcome to the Vigo County Historical Society and Museum!. Vigo County Historical Society.
46. ↑  History and Mission. Terre Haute Children's Museum.
47. ↑  https://www.clabbergirl.com/
48. ↑  https://www.cocacola.co.jp/stories/history-of-the-coca-cola-bottle_2
49. ↑  Sister Cities International – Indiana State Chapter Archived 2008年3月25日, at the Wayback Machine.
50. ↑  多治見市姉妹都市テラホート市について. 多治見市, 市民文化課.
51. ↑  Loughlin, Sue. German students experience life in the Wabash Valley. The Tribune-Star. 2010年11月7日.